# Менахинон

Структурная формула менахинона

Менахинон (МК), фарнохинон или витамин К2 — жирорастворимый витамин, который вместе с группой филлохинонов или филлохиноноподобных веществ, по историческим причинам в целом называется витамином К. Существует с короткой и длинной цепью углеродных звеньев боковой цепи радикала. Менахинон является активной формой менадиона, который биотрансформируется после всасывания из кишечника. Участвует в реакциях γ-карбоксилирования белков. Обеспечивает посттрансляционную модификацию белков.
Менахинон был найден в Mycobacterium tuberculosis методом хроматографического разделения. Участвует в электрон-транспортной цепи при фотофосфорилировании зелёных серобактерий и гелиобактерий.

## Описание
Менахинон образуется в здоровом организме, в том числе бактериями микрофлоры кишечника. Примерно половина потребности в витамине К обеспечивается таким образом. Как и у других представителей витамина К, для всасывания из кишечника необходимо наличие желчных кислот. Вкус и запах менахинона напоминают вкус и запах хвои и лако-красочных изделий, интенсивность зависит от концентрации менахинона в веществе.

## Формы

Структуры витаминов К. МК-4 и МК-7, являются подтипами К_{2}

Существует девять химических вариантов витамина К2, определяемых количеством изопренильных звеньев в их боковых цепях. Наиболее распространенным в рационе человека является короткоцепочечный водорастворимый менатетренон (МК-4), который вырабатывается тканевой и/или бактериальной конверсией витамина К1 и обычно содержится в продуктах животного происхождения. Известно, что производство МК-4 из пищевого растительного витамина К1 может осуществляться только животными тканями, как это происходит у грызунов без зародышей.
Длинноцепочечные менахиноны (длиннее MK-4) включают MK-7, MK-8 и MK-9 и более преобладают в ферментированных продуктах, таких как натто. Длинноцепочечные менахиноны (от МК-10 до МК-13) вырабатываются анаэробными бактериями в толстой кишке, но они плохо всасываются на этом уровне и оказывают незначительное физиологическое воздействие.
Когда нет изопренильных звеньев боковой цепи, оставшаяся молекула — витамин К3. Это может быть произведено только синтетически и используется в кормах для животных . Ранее он давался недоношенным детям, но из-за непреднамеренной токсичности в виде гемолитической анемии и желтухи, он больше не используется для этой цели.

## Механизм действия

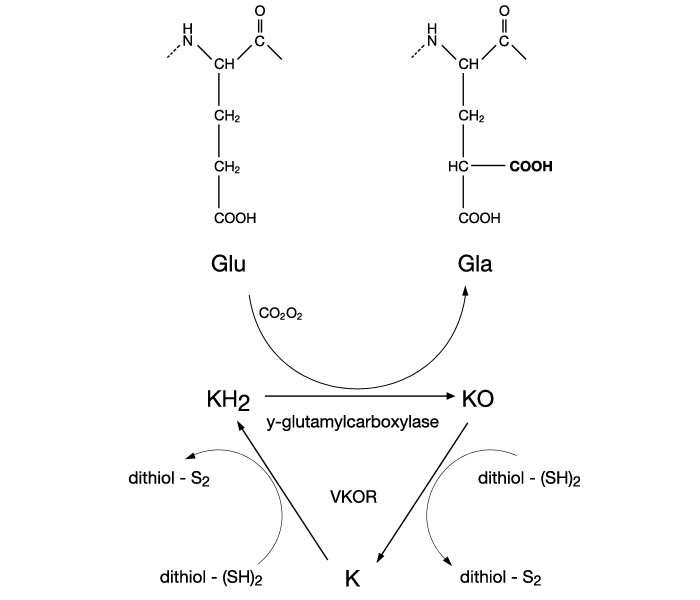
Реакция карбоксилирования — цикл витамина К

Механизм действия витамина К2 аналогичен механизму действия витамина К1. Традиционно витамины К признаются фактором, необходимым для свертывания крови, но функции, выполняемые этой группой витаминов, оказались гораздо более сложными. Витамины К играют важную роль в качестве кофактора фермента γ-глутамилкарбоксилазы, который участвует в карбоксилировании витаминно-зависимых белков, то есть превращении глутаминовых кислот (Glu), входящих в состав пептида, в γ-карбокси-глутаминовую кислоту (Gla).
Карбоксилирование этих витамин-К-зависимых Gla-белков, помимо того, что они необходимы для функции белка, также является важным механизмом восстановления витамина, поскольку он служит в качестве пути рециркуляции для восстановления витамина К из его эпоксидного метаболита (K0) для повторного использования в карбоксилировании.
Было обнаружено несколько человеческих Gla-содержащих белков, синтезируемых в нескольких различных типах тканей:
- Факторы свертывания крови (II, VII, IX, X), а также антикоагулянтные белки (C, S, Z). Эти Gla-белки синтезируются в печени и играют важную роль в гомеостазе крови.
- Остеокальцин. Этот неколлагеновый белок секретируется остеобластами и играет важную роль в образовании минералов в костной ткани.
- Матричный gla-белок (MGP). Этот ингибирующий кальцификацию белок обнаружен во многих тканях организма, но его роль наиболее выражена в хряще и стенках артериальных сосудов.
- Белок 6, специфичный к задержке роста (GAS6). GAS6 секретируется лейкоцитами и эндотелиальными клетками в ответ на повреждение и помогает в выживании клеток, пролиферации, миграции и адгезии.
- Богатые пролином Gla-белки (PRGP), трансмембранные Gla-белки (TMG), Gla-богатый белок (GRP) и периостин. Их точные функции до сих пор неизвестны.

## Дозировка
Суточная доза, рекомендованная EFSA, которая не дифференцируется между потреблением витамина К1 и К2, зависит от возраста: младенцы в возрасте от 7 до 11 месяцев должны потреблять около 10 мкг витамина К в день, дозировка у людей старше 18 лет составляет около 70 мкг. В начале 2017 года эта рекомендация по питанию, сформулированная еще в 1993 году, была подтверждена еще раз. Потребность в витамине К2 в значительной степени зависит от функциональности кишечника, так как различные кишечные бактерии, в том числе штаммы Escherichia coli, а также Bacteroides fragilis, вносят значительный вклад в снабжение организма менахинонами. Таким образом, различные ученые постулируют, что от 10 до 50 % потребности в витамине К2 может быть покрыто с помощью собственного производства кишечника.